# Six Feet Under, Vol. 2: Everything Ends
Six Feet Under, Vol. 2: Everything Ends – album zawierający ścieżkę dźwiękową do serialu Sześć stóp pod ziemią wydany w 2005 przez wytwórnię Astralwerks.

## Lista utworów
1. Nina Simone – "Feeling Good" (2:53)
2. Jem – "Amazing Life" (4:02)
3. Phoenix – "Everything Is Everything" (3:00)
4. Coldplay – "A Rush of Blood to the Head" (5:50)
5. Sia – "Breathe Me" (4:31)
6. Radiohead – "Lucky" (4:17)
7. Irma Thomas – "Time Is on My Side" (2:50)
8. Bebel Gilberto – "Aganjú (The Latin Project Remix)" (4:07)
9. Interpol – "Direction" (3:54)
10. Caesars – "(Don't Fear) The Reaper" (4:14)
11. Death Cab for Cutie – "Transatlanticism" (7:55)
12. Arcade Fire – "Cold Wind" (3:24)
13. Imogen Heap – "I’m a Lonely Little Petunia (In an Onion Patch)" (0:59)